# Сквер Танкистов (Орёл)
Сквер Танкистов — мемориальный сквер в честь подвига героев — танкистов, первыми ворвавшимися в Орёл при освобождении города от немецких оккупантов. Расположен в Железнодорожном районе между улицами Московской и Пушкина.
4 августа 1943 года при освобождении города танкисты 17-й Гвардейской танковой бригады, которой было присвоено почётное звание Орловской, первыми ворвались в Орёл. 6 августа в Первомайском сквере состоялся траурный митинг и захоронение в братской могиле воинов — танкистов, погибших при освобождении города. 7 августа на земляном холме был установлен подбитый танк «Т-70» роты ст. лейтенанта Сергея Марченко. С этого момента сквер стал называться сквером Танкистов.

## История
В XVIII веке это место называлось «Ильинской площадью». Там, где сегодня улица Московская, стояло несколько десятков небольших домиков, а на стороне Курских улиц рос лес. На месте гостиницы «Орёл» для публичных казней стояла виселица — «глаголь», которую позже заменили эшафотом. После отмены казней эшафот убрали, деревья спилили и здесь образовалась небольшая свободная площадка, которую «прибрали к рукам» предприимчивые купцы. Построили лавочки, лабазы, торговые лотки и площадь превратилась в одно из самых многолюдных, но грязных мест города. На месте, где установлен танк, стояла Ильинская часовня. В 1853 году торговая площадь была полностью перестроена и расширена. В праздничные дни ставились балаганы и устраивались представления. В начале 90-х открыли общественный народный театр, но в 1900 году он был закрыт властями.
На апрельском субботнике 1920 года площадь очистили от старых строений и высадили деревья. Это был первый городской сквер, названный Первомайским. В 1963 году в канун 20-й годовщины освобождения Орла были произведены перепланировка и благоустройство всего мемориальноко комплекса и зажжён Вечный огонь маршалом Советского Союза И. Х. Баграмяном и полным кавалером ордена Славы орловским рабочим М. М. Бычковым. В 1968 году боевой танк «Т-70» заменили на «Т-34» (в 1985 году танк «Т-70» установлен напротив Орловского военно-исторического музея). 20 мая 2016 года в сквере открыли памятник маршалу Баграмяну — командующему 11-й армией, принимавшей участие в Орловской наступательной операции «Кутузов». Сегодня сквер это место встреч фронтовых друзей, молодожёны приезжают с цветами к Вечному огню, по обеим сторонам танка стоят в почётном карауле лучшие учащиеся школ и училищ Орла.